# Parafia Wniebowzięcia Najświętszej Maryi Panny w Goryniu (diecezja radomska)
Parafia Wniebowzięcia Najświętszej Maryi Panny w Goryniu – jedna z 13 parafii rzymskokatolickich dekanatu jedlińskiego.

## Historia
Wioski Goryń oraz Mąkosy występują w dokumencie z 1191 jako uposażenie kustosza kolegiaty sandomierskiej. Goryń był wsią szlachecką, gniazdem rodziny Goryńskich herbu Ogończyk, później własność Puławskich, Deskurów i Gordonów. Parafia Goryń i pierwszy kościół powstał w początku XV w. W 1470 wzmiankowany był jako drewniany i stary. W początku XVI w. był w Goryniu kościół drewniany. Stanowił patronat dziedziców Gorynia. W XVI w. świątynia była przez około 40 lat zborem kalwińskim, który zanikł ok. 1600. Kościół obecny jest z fundacji Andrzeja Deskura i miejscowych parafian, a wzniesiony został w latach 1840 - 1860. Restaurowany był w 1894. Konsekracji kościoła i ołtarza Matki Bożej dokonał 21/ 22 czerwca 1921 bp. Paweł Kubicki. Kościół jest murowany z cegły, jednonawowy, ma dwuspadowy i kryty ocynkowaną blachą dach. Witraże wykonano w 1998. Kościół filialny pw. św. Jadwigi Królowej w Mąkosach Starych zbudowany został w latach 1986 - 1992 staraniem ks. Jerzego Kłuska, a wyposażony przez ks. Andrzeja Margasa w latach 1992 - 1998. Poświęcenia dokonał 3 października 1998 bp. Stefan Siczek. Dwa lata później Mąkosy zostały formalnie przyłączone do parafii Goryń.

## Proboszczowie
- 1928 - 1956 - ks. Apolinary Cukrowski
- 1956 - 1982 - ks. Władysław Segiet
- 1982 - 1992 - ks. Zdzisław Zymiak
- 1992 - 1999 - ks. Andrzej Margas
- 1999 - 2010 - ks. Grzegorz Stańczak
- 2010 - 2012 - ks. Ryszard Góral
- 2012 - 2024 - ks. Grzegorz Murawski
- 2024 - 2024 - ks. Wieslaw Janowski
- 2024 - obecnie - ks. Sławomir Ziółek[1]

## Zasięg parafii
Do parafii należą wierni mieszkający w miejscowościach: Boża Wola, Brody, Goryń, Mąkosy Stare, Olszowa, Wola Goryńska, Wolska Dąbrowa.